# Installation nucléaire de base secrète
Les installations nucléaires de base secrètes (INBS) sont, dans la terminologie française, des installations nucléaires de base dont les activités appellent une protection particulière au titre de la Défense nationale. Elles sont soumises à un régime d'autorisation et de surveillance spécifique. 
Pour les INBS, la réglementation en matière de sûreté nucléaire et le contrôle de sa mise en œuvre sont confiés au Délégué à la sûreté nucléaire et à la radioprotection pour les activités et installations intéressant la Défense (DSND) qui représente l'Autorité de sûreté nucléaire de la défense (ASND). De même, le contrôle de la sécurité nucléaire est assuré par la Direction de la protection des installations, moyens et activités de la défense (DPID), à l'exception du site de Marcoule contrôlé par le Département de la sécurité nucléaire (DSN).[réf. souhaitée]

## Classification
Les INBS comprennent des installations nucléaires de base, qui sont classées « secrètes » par décision du Premier ministre sur proposition du ministre de la Défense ou du ministre chargé de l'Industrie pour leurs installations respectives.

« Ce classement est prononcé lorsqu'une au moins des installations comprises dans le périmètre, dénommée installation individuelle, présente les caractéristiques techniques fixées par arrêté conjoint du ministre de la Défense et du ministre chargé de l'Industrie, intéresse la Défense nationale et justifie d'une protection particulière contre la prolifération nucléaire, la malveillance ou la divulgation d'informations classifiées. »

Fait partie de l'INBS l'ensemble des installations et équipements, nucléaires ou non, compris dans le périmètre défini par la décision de classement.
Les installations nucléaires de base (INB) comprises dans une INBS sont qualifiées de « installation individuelle ».
Au sens du décret, une INBS est un périmètre géographique comprenant au moins une installation nucléaire de base intéressant la Défense. On peut noter cependant que le texte définissant les INBS qualifie également d'INBS les installations individuelles comprises dans ce périmètre.

## Liste des INBS
| \| Bruyères-le-Châtel Valduc Cadarache CESTA Limeil Marcoule Pierrelatte Île Longue Brest Toulon Cherbourg BA113 BA125 BA702 BA116 BA118 \| Localisation des sites |
| Bruyères-le-Châtel Valduc Cadarache CESTA Limeil Marcoule Pierrelatte Île Longue Brest Toulon Cherbourg BA113 BA125 BA702 BA116 BA118                              |

Les INBS peuvent se classer en deux catégories : les INBS relevant du ministère de la Défense (nucléaire militaire) et celles relevant du ministère de l'Énergie (nucléaire civil).
Les INBS relevant du ministère de la Défense sont au nombre de 12 en 2004 :
- Armée de l'air, 6 sites :
  - 5 bases aériennes à vocation nucléaire :
    - Mont-de-Marsan (Landes)
    - Avord (Cher)
    - Istres (Bouches-du-Rhône)
    - Luxeuil (Haute-Saône)
    - Saint-Dizier (Haute-Marne)

  - 1 installation sur le centre spécial de montage de Valduc (Côte-d'Or)
- Marine nationale, 4 installations réparties sur 3 bases navales :
  - 2 installations de la base navale de l'Île Longue (Finistère)
  - 1 installation du port militaire de Brest (Finistère)
  - 1 installation du port militaire de Toulon (Var)
- direction générale de l'Armement (DGA), 2 installations :
  - sur le port militaire de Cherbourg (Manche)

Les INBS relevant du ministère de l'Énergie sont au nombre de 7 en 2004 :
- CEA :
  - Centre DAM - Île-de-France à Bruyères-le-Châtel[b]
  - Cesta au Barp[c]
  - Cadarache (en partie : PAT, CAP, RNG, RES)[d]
  - Valduc[e]
  - Marcoule[f], en partie pour 16 installations individuelles concernant : réacteurs G1, G2, G3, Célestin, dégainage et MAR 400, usine UP1, atelier de vitrification de Marcoule (AVM), atelier tritium de Marcoule (ATM), installation de surveillance des assemblages irradiés (ISAI), station de traitement des effluents liquides (STEL), entreposage intermédiaire polyvalent (EIP), laboratoire, conditionnement des déchets solides (CDS), entreposage et conditionnement des déchets alpha (IECDA), atelier de décontamination des matériels (ADM)[3]
- Orano Démantèlement (ex-Areva NC, ex-Cogema) :
  - Usine Orano de Pierrelatte[g],[h]
- Sodern :
  - Limeil-Brévannes[i]